# World Wide Technology Raceway

Bankarta.

World Wide Technology Raceway (tidigare Gateway International Raceway och Gateway Motorsports Park) är en amerikansk motorsportsarena i Madison, Illinois som består av en 2 kilometer lång ovalbana och en dragracingbana och tar 78 000 åskådare. Anläggningen var tillfälligt stängd mellan 3 november 2010 och 8 september 2011.

## Historia

NASCAR i Gateway.

Den relativt platta, äggformade ovalbanan öppnades 1970 och höll sin första stora tävling i CART 1997 på lördagen i Memorial Day Weekend. Gateway kritiserade CART för att ha tilldelats det datumet, eftersom det var dagen innan Indianapolis 500. Man lyckades då flytta tävlingen fram emot sommaren. Banan valde att flytta till IndyCar Series 2001, men på grund av dåliga publiksiffror så blev banan av med sin plats i serien 2003. År 2017 återkom Indycar till banan. Nascar har arrangerat de lägre serierna Nascar Nationwide Series 1997–2010 och Nascar Camping World Truck Series har körts på banan från 1997 och framåt med undantag för 2011–2013. Cup-serien hade premiär på banan 2022.